# Spišská Nová Ves
Spišská Nová Ves (allemand : (Zipser) Neudorf, hongrois : Igló, polonais : Nowa Wieś Spiska) est une ville de la région de Košice en Slovaquie, dans l'ancien comitat hongrois de Spiš. Sa population est de 38 500 habitants. La ville est située à proximité du parc national du Paradis slovaque.

## Histoire
La plus ancienne mention de Spišská Nová Ves remonte à 1268 (plebanus de Villa Nova). L'église
dédiée a la Vierge Marie date du XIIIe siècle et possède le clocher le plus haut de Slovaquie.

## Démographie

### Évolution de la population
| Année:               | 1994.  | 2004.   | 2014.   | 2024.   |
| -------------------- | ------ | ------- | ------- | ------- |
| Nombre de personnes: | 38 888 | 38 727  | 37 707  | 34 255  |
| Différence:          |        | -0,41 % | -2,63 % | -9,15 % |

| Année:               | 2023.  | 2024.   |
| -------------------- | ------ | ------- |
| Nombre de personnes: | 34 544 | 34 255  |
| Différence:          |        | -0,83 % |

## Jumelages
La ville de Spišská Nová Ves est jumelée avec :
- Kisújszállás (Hongrie)
- Alsfeld (Allemagne) depuis 1992
- Clausthal-Zellerfeld (Allemagne) depuis 1992
- Havlíčkův Brod (Tchéquie) depuis 1995
- Joinville (Brésil)
- L'Aigle (France) depuis 2000
- Nitra (Slovaquie)
- Préveza (Grèce)
- Youngstown (États-Unis)